# 七大组织 (美国)
七大组织（英語：Big Seven）指的是美国七个由州或地方官员所组织并参与的无党派、非盈利组织。这些组织在联邦政府中具有影响力，经常代表其成员的利益游说国会。
- 州政府委员会（英语：Council of State Governments）
- 国际县市管理协会（英语：International City/County Management Association）
- 全国县级协会
- 全国州议会大会（英语：National Conference of State Legislatures）
- 全国州长协会
- 全国城市联盟
- 美国市长大会（英语：United States Conference of Mayors）